# Mogoltau-Tulpe
Die Mogoltau-Tulpe (Tulipa mogoltavica) ist eine Pflanzenart aus der Gattung der Tulpen (Tulipa) in der Familie der Liliengewächse (Liliaceae). Sie wird von POWO als Synonym zu Tulipa greigii gestellt.

## Merkmale
Die Mogoltau-Tulpe ist eine ausdauernde Zwiebelpflanze. Die Blütenhüllblätter messen (3) 5 (6) bis (2) 3 (6) Zentimeter. Sie sind rein rot. Ihr Basalfleck erreicht ein Viertel bis ein Drittel ihrer Länge und ist schwarz, gelb umrandet oder nicht umrandet und gestutzt oder ausgerandet.

## Vorkommen
Die Mogoltau-Tulpe kommt in West-Tian Shan in Halbwüstengebüsch mit Juniperus, Pistacia, Dornmandeln und Wildbirnen auf feinerdereichen Hängen in Höhenlagen von 500 bis 1600 Meter vor. 

## Taxonomie
Die Mogoltau-Tulpe wurde 1971 von Mikhail Grigoríevich Popov und Aleksei Ivanovich Vvedensky in Opredelitel’ rasteniĭ Sredneĭ Azii. Kriticheskiĭ Konspekt Flory [Conspectus Florae Asiae Mediae] Band 2, Seite 318 als Tulipa mogoltavica erstbeschrieben. Sie ist nach POWO ein Synonym von Tulipa greigii Regel.

## Nutzung
Die Mogoltau-Tulpe wird selten als Zierpflanze genutzt.

## Belege
- Eckehart J. Jäger, Friedrich Ebel, Peter Hanelt, Gerd K. Müller (Hrsg.): Rothmaler Exkursionsflora von Deutschland. Band 5: Krautige Zier- und Nutzpflanzen. Spektrum Akademischer Verlag, Berlin/Heidelberg 2008, ISBN 978-3-8274-0918-8.